# Tauren
I tauren sono una razza di creature dell'universo di Warcraft, creato da Blizzard Entertainment. Sono stati introdotti per la prima volta nel videogioco Warcraft III: Reign of Chaos, per poi essere ripresi nei titoli successivi e in altro materiale della serie. In World of Warcraft sono una delle razze giocabili per la fazione dell'Orda.

## Descrizione
I tauren (shu'halo nella loro lingua nativa, il taur'ahe) sono una razza di grandi umanoidi dalle fattezze bovine, ricoperti di pelo e muniti di zoccoli e corna. Sono un popolo di indole pacifica, ma che non si tira indietro di fronte al combattimento. 

## Storia

### Origini
Secondo le leggende dei tauren, essi vennero creati durante un'ipotetica "Era delle Memorie" da una divinità chiamata Madre Terra, quando l'ombra delle sue braccia passò sopra al terreno. Benvoluti dalla Madre Terra, molti tauren caddero successivamente sotto l'influsso di "oscuri sussurri dalle profondità del mondo" e cominciarono a combattersi da soli. Ciò addolorò moltissimo la Madre Terra, che per non vedere i suoi figli lottare tra di loro si cavò gli occhi (An'she, il sole, e Mu'sha, la luna) e li mandò ad orbitare nel cielo; ciononostante, la Madre Terra amava moltissimo i suoi figli, e non li abbandonò mai.
Quello che è certo è che i tauren discendono dagli yaungol, una razza di yak umanoidi che, nell'antica Kalimdor, viveva in comunione con il semidio Cenarius: essi lasciarono le loro terre spostandosi a sud per non condividere i terreni di caccia con i troll, finendo però schiavizzati dai mogu. Tornati liberi in seguito alla caduta dell'impero mogu, alcuni yaungol fecero ritorno alla loro terra natia per ritrovare le loro radici, cosa che effettivamente avvenne: essi ritrovarono Cenarius, da cui reimpararono la magia druidica, e svilupparono anche lo sciamanesimo. La vicinanza al Pozzo dell'Eternità modificò i loro corpi fino a trasformarli negli attuali tauren; essi si tennero in sporadico contatto con gli yaungol che erano rimasti a Pandaria, e con i taunka che erano migrati fino a Nordania, fino a che la Separazione non li divise definitivamente.

### Guerra degli Antichi
Quando scoppiò la Guerra degli Antichi, i tauren vennero convinti da Krasus ad unirsi alla resistenza messa in atto dagli elfi della notte, inviando un contingente guidato da Huln Altomonte. Il capitano della resistenza, Jarod Cantombroso, superò la xenofobia diffusa tra gli elfi di allora e invitò i tauren a far parte dell'esercito, insieme ad altre razze quali i terrigeni e i mezzorsi. Per il loro ruolo nella Guerra degli Antichi, Cenarius benedisse le tribù guidate da Huln Altomonte, conferendo loro delle corna simili a quelle degli alci; inoltre, i territori da loro occupati (che dopo la Separazione sarebbero venuti a trovarsi sulle Isole Disperse) vennero rinominati "Altomonte" in onore del condottiero.
Secondo le leggende dei tauren, ad un certo punto Cenarius si separò da loro, ed essi finirono per dimenticare nuovamente il druidismo

### L'arrivo dei centauri e l'Orda
Circa novemila anni dopo la Guerra degli Antichi, dall'unione aberrante tra Zaetar, un custode della selva figlio di Cenarius, e di Theradras, principessa elementale della terra, nacquero i centauri; da Desolanda essi si diffusero a macchia d'olio in tutta Kalimdor centrale, nei territori occupati dai tauren. I selvaggi centauri cominciarono a braccare i pacifici tauren che, per evitare gli spargimenti di sangue, furono costretti ad adottare uno stile di vita nomade, in perenna fuga dal loro nemico.
Questa situazione si protrasse per numerose generazioni, fino a che gli orchi al seguito di Thrall non sbarcarono a Kalimdor; gli orchi salvarono un tauren della tribù Zoccolo Sanguinario da alcuni centauri, e Thrall strinse successivamente un ottimo rapporto di amicizia con Cairne Zoccolo Sanguinario, il gran capotribù dei tauren. Aiutati dagli orchi, i tauren attaccarono i centauri nelle Savane, infliggendo loro una sonora sconfitta e ponendo fine a secoli di angherie. Dopo ciò i tauren poterono finalmente tornare ad una vita sedentaria, e si stabilirono nella fertile vallata di Mulgore, dove costruirono la città di Picco del Tuono; inoltre, Cairne offrì aiuto agli orchi per raggiungere le Vette di Petrartiglio, dove si trovava un oracolo che essi stavano cercando (ossia il profeta Medivh).
In seguito, i tauren affiancarono gli orchi (e i rifugiati di Lordaeron guidati da Jaina Marefiero) per liberare Grom Malogrido e il clan Cantaguerra dalla contaminazione demoniaca, e quindi per aiutare gli elfi della notte nella battaglia del Monte Hyjal contro la Legione Infuocata. In quest'occasione il tauren Hamuul Totem Runico, avendo stretto amicizia con Malfurion Grantempesta, apprese nuovamente le arti druidiche, venendo riconosciuto come il primo druido tauren in quasi venti generazioni e permettendo di nuovo al druidismo di diffondersi tra la sua gente. Come parte dell'Orda, molti tauren parteciparono alle battaglie che questa intraprese da lì in avanti.

### Il tradimento dei Totem Truce
Dopo il Cataclisma, Thrall lasciò la guida dell'Orda per dedicarsi all'attivitò di sciamano e curare la terra, cedendo il posto a Garrosh Malogrido; avendo una pessima opinione di lui e pensando che avrebbe portato l'Orda alla rovina, Cairne lo sfidò a duello: tuttavia Magatha, la guida della tribù Totem Truce, che disprezzava Cairne, avvelenò l'ascia di Malogrido ad insaputa dei contendenti, permettendo a Garrosh di uccidere Cairne senza difficoltà e, morto Cairne, i Totem Truce assaltarono Picco del Tuono facendo strage dei suoi sostenitori. Il figlio di Cairne, Baine, raccogliendo il sostegno delle forze dell'Orda, dei goblin di Porto Paranco e degli umani di Theramore, riuscì a riconquistare la città, esiliando Magatha e i suoi complici.

## Cultura e religione
La cultura dei tauren è fondata principalmente sullo sciamanesimo e sull'adorazione della natura, con la caccia come parte integrante di essa: tali radici, comuni anche a orchi e in parte troll, hanno permesso a queste razze di stringere un forte legame. 
I tauren venerano una divinità chiamata "Madre Terra" (Earthmother), che nelle loro leggende è la loro creatrice; a fungere da contraltare alla Madre Terra vi è il "Padre Cielo" (Sky Father). Nei loro miti, il sole e la luna maggiore di Azeroth (la Dama Bianca) sono l'occhio destro e quello sinistro della Madre Terra, che si rincorrono nel cielo per alleviare ciascuno il dolore dell'altro. Essi sono chiamati rispettivamente An'she e Mu'sha, e quest'ultima viene identificata con la dea degli elfi della notte Elune.